# El Imparcial Reusense
El Imparcial Reusense: diario de noticias: eco de la opinión y de la prensa, va ser un diari reusenc de tendència independent que sortí l'1 de maig de 1883 i desaparegué el 15 de juliol del mateix any

## Història
Fundat per Francesc Bartrina, i dirigit per ell i per Salvador Bofarull, fan constar a l'editorial del primer número que volen defensar els interessos morals i materials de la ciutat. Seran imparcials i faran públiques totes les il·legalitats que es produeixin, "denunciando todo abuso venga de donde viniera". Reus es mereix un lloc destacat entre les ciutats de Catalunya per la seva importància social, comercial i industrial, però que "desde un tiempo á esta parte ha visto frustrados sus deseos siempre que se ha propuesto llevar á cabo alguna mejora, ante la inmensa oposición que por desgracia ofrece la lucha intestinal que nos devora y privado su desarrollo (...)".
Gras i Elies diu: "ostentaba el modesto lema: eco de la opinión de la prensa". En efecte, recollia informació d'altres diaris per a argumentar les denúncies que llençava contra el consistori o contra determinades personalitats econòmiques. No era radical en les seves postures. Disposava de corresponsals i donava també informació general d'altres ciutats de Catalunya.
L'últim número que ha estat possible consultar és del dia 15 de juliol de 1883.
Pere Anguera a Siluetes vuitcentistes: 20 impulsors del Reus del segle XIX. Reus: La Creu Blanca, 1982, a les pàgines 77-79, quan parla d'Antoni Sedó Pàmies, diu que el 1866 aquest industrial havia fundat un periòdic a Reus amb el nom de El Imparcial Reusense, que imprimia "la Imprenta del Imparcial Reusense a cargo de José Macip". No se'n coneixen exemplars.

## Aspectes tècnics
Es publica cada dia excepte els dies següents als festius, en format gran foli, quatre pàgines a quatre columnes. S'imprimeix a la Imprenta del Centro, d'Esteve Pàmies, i té la redacció al local de la impremta, raval Baix de Jesús, núm. 4
- Col·laboradors: Esteve Forest i Siscar, P. Ballon, i d'altres
- Corresponsal a Barcelona: Josep M. Cases d'Aixemús

## Localització
- Col·lecció a la Biblioteca Central Xavier Amorós. Reus[3]